# 聖荷西華埠
美國加州聖荷西市在1931年之前曾經有五個中國城：

1. 第一個市場街中國城(1866–1870年)，位於聖荷西市中心的市場街與San Fernando街交會處。
2. Vine街中國城(1870–1872年)。第一個市場街中國城被燒毀後，500位華人搬到此處。
3. 第二個市場街中國城(1871–1887年)。由被燒毀的市場街中國城擴建而成，華人居民增長到1,400人。此城1887年5月4日被縱火燒毀。[3]1882年5月，美国頒布《排華法案》。1887年5月，聖荷西市議會為興建新市府大廈，而宣稱華埠是「公害」。華埠在華人遭受歧視的情形下遭人縱火燒毀。[4][5]2021年，聖何塞當局就縱火道歉。[6]
4. Woolen Mills中國城(1887–1902年)。
5. 哈倫威爾(Heinlenville)中國城(1887–1931年)。哈倫威爾的名稱來自德裔房东約翰‧哈倫(John Heinlen)。[7]它位於第6街從Taylor街到Jackson街之間，又稱為第6街中國城。现为日本城（英语：Japantown, San Jose）。

聖荷西市從19世紀末到20世紀初是加州華人人口第二多的城市，華埠的規模僅次於舊金山。

## 外部連結
- Connie Young Yu(虞容儀芳). . San Jose Historical Museum Association. 2001年. ISBN 978-0-914139-12-6.
- Rebecca Allen; Mark Hylkema. . Friends of Guadalupe River Park & Gardens. 1 August 2002. ISBN 978-0-9721576-0-5.一書介紹了Woolen Mills中國城的考古成果。
- . 中国新闻网. 2013年4月18日. （原始内容存档于2017年3月5日）.
- City Beneath the City - An Art Installation by Rene Yung （页面存档备份，存于）
- [市場街中國城考古計劃]. 史丹佛大學.   [2016-07-13]. （原始内容存档于2021-04-13）.